# Опря, Сорин
Сорин Опря (рум. Sorin Oprea; 5 марта 1962, Тимишоара) — румынский рабочий, активный участник антикоммунистической Рождественской революции. Был одним из лидеров революционного комитета Тимишоары в декабре 1989 года, руководил силовой группой восставших.

## Работа и конфликты
Родился в рабочей семье. Окончил сельскохозяйственное училище в Брэнешти (жудец Илфов). После службы в армии работал в Тимишоаре на дорожном строительстве, обувной фабрике, электрометаллическом заводе. Дважды привлекался к уголовной ответственности — за «спекуляцию» обувью собственного производства и за попытку нелегально перейти границу и пробраться в Югославию. Был приговорён к двум годам заключения. Помилован и освобождён в январе 1988.
Убеждённый антикоммунист Сорин Опря был противником режима Николае Чаушеску и правящей Румынской компартии (РКП). 10 декабря 1989 объявил на заводе голодовку по политическим мотивам.

## В Тимишоарском восстании
16 декабря 1989 Сорин Опря включился в протестное движение в поддержку пастора-диссидента Ласло Тёкеша. Шёл во главе демонстрации, призывал людей присоединяться, предлагал двигаться там, где можно собрать больше народу — минимум десять тысяч человек. Разъезжал по городу на велосипеде, агитировал собравшихся в православном соборе. Выступал как лидер революционной толпы.
17 декабря 1989 при обстреле демонстрантов правительственными силами Опря получил ранение в ногу. Активно сопротивлялся армии и Секуритате. Сумел захватить оружие — пистолет и пистолет-пулемёт. Вёл ответный огонь по силовикам Чаушеску.

Не интеллектуалы начали революцию. Интеллектуалы — пацифисты, они выражают несогласие, но по-другому. Диссиденты были изолированы, и им хватало комфортного чувства мировой известности… А я скажу то, чего раньше не говорил: там нужны были жёсткость и ярость. Сказать себе: терять нечего — либо они стреляют в нас, либо это делаем мы.

Сорин Опря

Сорин Опря был одним из главных участников собрания в Оперном театре Тимишоары, где был создан революционный комитет — Румынский демократический фронт (FDR), взявший на себя руководство восстанием. Опря командовал «революционной гвардией» — группой охраны и безопасности FDR. Политически занимал радикальную позицию, в противовес компромиссной линии председателя FDR члена РКП Лорина Фортуны (поначалу склонного к альянсу с региональным первым секретарём РКП Раду Бэланом). Приверженцы жёсткой линии — Сорин Опря, Иоан Саву, Ион Марку, Петре Петришор — сформировали альтернативный ревком.
В тот же день Сорин Опря участвовал в переговорах с прибывшим в Тимишоару премьер-министром СРР Константином Дэскэлеску. Настаивал на отставке Чаушеску и отстранении РКП от власти. Контактировал с иностранными журналистами, являясь одним из олицетворений Румынской революции. 26 декабря 1989 Опря вошёл в состав тимишоарского руководства Фронта национального спасения.

## Взгляд на революцию
После победы революции Сорин Опря продолжал работать на заводе, потом занялся бизнесом и общественной деятельностью. Регулярно участвует в отмечаниях годовщин революционных событий.
В 2003, вспоминая 1989 год, Опря заявил, что Ласло Тёкеш уговаривал разойтись по домам — но протестующие не слушали этих призывов. Подчёркивает, что события являлись не верхушечным переворотом, а революционным восстанием масс.

Если спросить, кто был главным лидером революции в Тимишоаре, самый верный ответ: Сорин Опря. Его имя относительно мало известно за пределами Тимишоары. Сейчас, когда в бухарестской прессе модно искать тайные сценарии и иностранных агентов, рассказы непосредственных участников, подобных Опре, могут только раздражать. Игнорирование Опри объясняется ещё и тем, что в 1989 году он был простым рабочим, к тому же имевшим судимость.

Ошибкой революционных активистов Сорин Опря считает слишком быстрый отход от политики.

Много нужно сделать, а с кого теперь спросишь? Мы, революционеры, тоже виноваты. Революционные ассоциации никогда не должны были терять бдительность. Без них ничего не добьёшься.

Сорин Опря

20 декабря 2014 года, когда отмечалось 25-летие Румынской революции, городской совет Тимишоары присвоил звание почётных граждан города 75 участникам восстания — в том числе Сорину Опре. В декабря 2022 Сорин Опря возглавил общественную организацию LAVIRED (Лавры победы декабрьской революции). Активно участвует в историко-просветительском проекте Traseului Revoluției — Маршрут революции.

## Награды
- Медаль «Румынская революция декабря 1989 года» (13 декабря 1991 года)[14]